# 盤谷丸 (特設巡洋艦)
盤谷丸（ばんこくまる）は、かつて大阪商船が所有し運航していた貨客船。太平洋戦争では特設巡洋艦として運用された。厳密な艦種類別は「特設巡洋艦兼敷設艦」であり、実際の戦歴も敷設艦や運送船としての任務がほとんどだった。

## 概要
大阪商船が1926年（大正15年）9月に開設したサイゴン・バンコク線は、1935年（昭和10年）の時点では5隻・月5航海の定期航路となっていた。1937年（昭和12年）、これとは別に新鋭船を使ったサイゴン・バンコク急航線を開くこととなり、これに使用するために建造されたのが「盤谷丸」と「西貢丸」である。「盤谷丸」は三菱神戸造船所初の遠洋航路向け貨客船として、1936年（昭和11年）11月11日に起工され、昭和12年3月30日に進水して9月20日に竣工した。建造に際し、大阪商船は第三次船舶改善助成施設を適用し、本船と引き換えに解体見合い船として解体される古船として、自社持ち船の中から以下の2隻を充当したが、国際情勢悪化により船腹不足が懸念されたため、いずれも解体期限延長の末戦没した。
| 解体見合い船名 | 船主     | 総トン    | 進水年 | 建造所                                | 脚注   | 備考     |
| -------------- | -------- | --------- | ------ | ------------------------------------- | ------ | -------- |
| 台中丸         | 大阪商船 | 3,213トン | 1897年 | ジェームス・レイン造船所(イギリス)    |        | [ 注 1 ] |
| 台南丸         | 大阪商船 | 3,175トン | 1897年 | J・L・ディキンソン&ソンズ社(イギリス) | [ 12 ] | [ 注 2 ] |

バンコクに直接入港するには水深の浅いチャオプラヤー川を往来する必要があり、しかもバンコク出港の際には載貨状態のまま航行するため、「盤谷丸」と「西貢丸」はこの点を配慮した浅喫水船としたことが大きな特徴であった。平甲板型の船室を持ち、和辻春樹の設計と中村順平のデザインによるその船室は、エントランスにタイの風景と大仏をモチーフにしたエッチングによる装飾が施され、大型の窓を採用して採光にも配慮されていた。ディーゼル機関は2基装備され、それをフルカンギアで推進軸に接続したもので、不均一な機関の回転を均一にして推進効率を高める効果があった。「盤谷丸」は竣工してわずか9日後の9月29日に処女航海を行い、遅れて竣工した「西貢丸」とともに40日1航海の定期航海を行った。しかし、開航時期が日中戦争勃発後であり、戦争の拡大に伴う民間船の徴傭や、それに関連する船繰りの都合もあり、サイゴン・バンコク急航線は開航後わずか1年で休航し、以降は従来のサイゴン・バンコク線に転じた。その後、1939年（昭和14年）4月に台湾総督府命令で高雄に寄港するようになったことと、「西貢丸」が一時大阪大連線（大連航路）に転じたことがあったものの、「盤谷丸」は1941年（昭和16年）6月までサイゴン・バンコク線に就航し続けた。
「盤谷丸」は昭和16年8月15日付で日本海軍に徴傭されて呉鎮守府籍となり、9月20日付で特設巡洋艦として入籍。8月29日から入籍日をまたいで10月12日まで宇品造船所で特設巡洋艦としての艤装工事が行われた。特設巡洋艦となった「盤谷丸」は、「西貢丸」や同じく特設巡洋艦兼敷設艦の「金城山丸」（三井物産船舶部、3,263トン）とともに呉警備戦隊に配属される。12月8日の開戦をはさみ、豊後水道で防備機雷の敷設および広島湾での防潜網敷設に従事ののち、12月31日から1942年（昭和17年）1月1日まで紀伊水道での防備機雷の敷設に従事する。以後も呉防備戦隊の主隊として宿毛湾を拠点に対潜哨戒や防備作業、母艦任務、通信連絡業務などにたずさわった。4月18日のドーリットル空襲に際しては串本に移動し、「空襲の手引きをした」と疑われたソ連輸送船の臨検を行った。10月4日から10月25日の間、「盤谷丸」は横須賀鎮守府の指揮下に入って久慈湾、宮古湾および金華山沖などで対潜機雷堰の構築を行った。12月にはソロモン諸島方面に重砲部隊を持った海軍陸戦隊を輸送する乙一号輸送に加わり、12センチ平射砲などを装備した横須賀第七特別陸戦隊をトラック諸島経由でラバウルに送ることとなった。12月10日、「盤谷丸」は横須賀を出撃して12月22日にラバウルに到着し、1943年（昭和18年）1月7日に佐伯に帰投した。次いで2月28日には「西貢丸」とともに佐世保第七特別陸戦隊を乗せて横須賀を出撃し、当初の予定では横須賀第七特別陸戦隊と同様にラバウルに輸送する予定だったが、途中で行き先がタラワに変わり、3月17日に到着。「盤谷丸」と「西貢丸」は無事に輸送任務を終え、4月2日に佐伯に帰投した。
同年3月中旬、日本陸軍は「日本海軍の海軍陸戦隊が進出するまで約1年以内」という条件で、中部太平洋方面へ日本陸軍部隊を派遣することにした。4月12日、大本営は南海第一守備隊と南海第二守備隊の中部太平洋諸島派遣を発令した。南海第一守備隊は中部地方部隊（静岡/歩兵第34聯隊、名古屋/歩兵第6聯隊、岐阜/歩兵第68聯隊、豊橋/歩兵第18聯隊）から兵力を抽出して静岡県で編成された（4月23日編成完結）。「盤谷丸」に乗船したのは藤野孫平陸軍中佐含め801名（本部、歩兵四個中隊〔一コ中隊は、小銃三コ小隊と第四小隊〈機関銃一、速射砲一、大隊砲一〉〕、砲兵一個中隊、診療班）、トラック18輌、隊長車1台、10糎砲4門、砲弾一会戦分、糧食・弾薬・医薬品であったという。
4月27日、「盤谷丸」は陸軍南海第一守備隊のクェゼリン環礁（タラワ）への輸送任務に起用されることが決まった。
5月1日、南海第一守備隊は宇品（広島県）で「盤谷丸」に乗船。
5月4日、「盤谷丸」は特務艦「間宮」とともに吹雪型駆逐艦「雷」（第6駆逐隊）護衛下で佐伯を出撃し、5月12日にトラックに到着する。トラックで「間宮」と別れたあと、5月16日にトラックを出撃した。
この「盤谷丸」の動きに熱い視線を注いでいたユニットがあった。ハワイのアメリカ太平洋艦隊戦闘情報班がそれで、そのうちの無線班が「盤谷丸」の動きに関する暗号を解読していた。それによれば「「盤谷丸」はシンガポールの戦いの末に捕獲したイギリス軍の8インチ砲4門を搭載していた」というものだった。陸軍南海第一守備隊は歩兵4個中隊と野砲1個中隊で構成されていたため事実とは大いに異なっていたが（前述）、太平洋艦隊潜水部隊作戦参謀リチャード・G・ヴォージ中佐を介して、当時ジャルート環礁（日本側呼称、ヤルート）付近を行動していたアメリカ潜水艦「ポラック」に対して「盤谷丸」を迎え撃つよう指令が出された。
当時のギルバート諸島は、満月時に連合軍機による夜間空襲を受けていた。「盤谷丸」は適当な月齢が来るまでヤルートで待機するよう命じられた。
5月20日午後、「盤谷丸」と「雷」はジャルート環礁ジャンボール水道付近を航行していた。一方、ポラックは「赤城丸級輸送船と千鳥型水雷艇」を発見し、発見から20分後に魚雷を4本発射。3本が「盤谷丸」に命中し、「盤谷丸」は300フィートに及ぶであろう爆煙を吹き上げて沈没した。沈没まで約5分以内であり、轟沈であった。「雷」が反撃に出て21発もの爆雷を投下し、ポラックはこの爆雷攻撃で電池と潜舵が損傷したが、それ以上の被害はなかった。乗員および陸軍南海第一守備隊隊員のうち496名が戦死し、474名の生存者は救助されてジャルート環礁に上陸した。南海第一守備隊側の記録では、守備隊801名のうち生存者301名。戦死者の中には、守備隊長藤野中佐も含まれていた。
救助された南海第一守備隊（日本陸軍）生存者約300名は、ヤルートの第62警備隊（司令升田仁助海軍大佐）の指揮下に入り、兼松駿司陸軍中尉の苗字から「兼松支隊」と称された。兼松支隊の同島警備は、南洋第一支隊が同年11月16日に編成されるまでつづいた。
太平洋艦隊戦闘情報班はのちに、「盤谷丸」と件の8インチ砲が無関係だったことを知って失望したが、陸軍南海第一守備隊の移動を阻止したことをよしとした。7月15日付で除籍および解傭された。

## 艦長
- 津田威彦 大佐：1941年9月20日[45] - 1942年10月5日
- 稲上信壮 大佐：1942年10月5日[46] -